# Сидоровское городище
Сидоровское городище — археологический памятник в среднем течении Северского Донца. Находится в Краматорском районе Донецкой области у села Сидорово, в 5 км от Святогорска.

## История

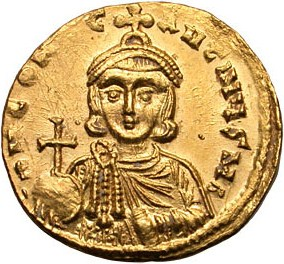
Золотой солид императора Константина V

Раскопки датируют дату основания городища второй половиной VIII века. Здесь найдены монеты этого времени: аббасидские дирхемы, фрагменты табаристанских драхм, и солиды императора Константина V.
В конце IX века городище стало крупным населённым пунктом. Вероятно, поселение погибло в середине X века и больше не возрождалось, так как культурный слой и сооружения 2-й половины X века не были обнаружены. По оценкам археологов, площадь Сидоровского городища составляет 120 га.
При раскопках 1980-х годов было найдено мусульманское захоронение, в одной из могил которого находились предметы, датируемые хазарским временем (VI—X вв.). В 2000 г. было обнаружено ещё одно мусульманское кладбище. Кладбища содержат тысячи погребений.
В 2012 году донецкие археологи нашли у села Сидорово полный набор кузнечных инструментов, датированных X веком.

## Соседние памятники бассейна Северского Донца

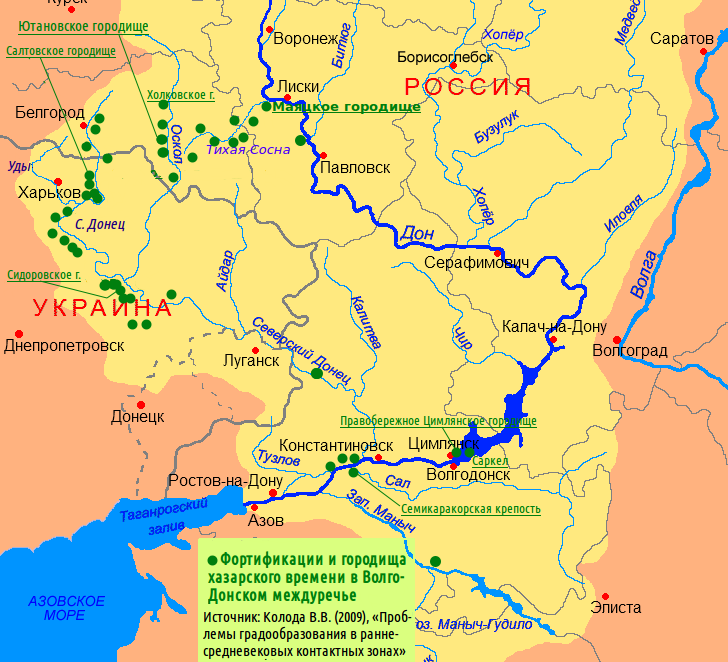
Фортификации и городища хазарского времени в Волго-Донском междуречье, включая Сидоровское городище

Первые укрепленные поселения в бассейне Северского Донца принадлежат сарматскому времени. Позже, в V—VII вв., здесь жило оседлое население пеньковской культуры. У них были небольшие неукрепленные поселения.
На территории среднего течения Северского Донца находятся 8 городищ болгарского варианта салтово-маяцкой культуры.
Неподалёку, у посёлка Маяки находится Царино городище.
Наиболее крупными памятниками Среднего Подонцовья хазарского времени были Царино, Сидоровское, Новоселовское и Кировское городища. Царино и Сидоровское находились на правом берегу Донца, а Новоселовское и Кировское — на левых его притоках.
Население оставшееся на территории Среднего Подонцовья после хазарского периода довольно быстро приняло христианскую веру. В XI—XIV веках здесь ощущается сильное влияние Киевской Руси и христианства.
Приход монголов в эту местность мало повлиял на жизнь оседлого населения. Но расцвет поселений Среднего Подонцовья приходится на 60-80 гг. XIV в. Это период междоусобиц и смуты в Золотой Орде. В то время, правителем этих западных областей Золотой Орды был темник Мамай.
К концу XIV в. жизнь на поселениях среднего течения Северского Донца, прекращается до нового этапа заселения в конце XVI в..